# Boris Ivanovič Morozov
Boris Ivanovič Morozov (in russo Борис Иванович Морозов?; 1590 – 1º novembre 1661) è stato un politico russo.
Fu un uomo di stato moscovita e un boiaro, che guidò il Governo Russo all'inizio del regno dello Zar Alessio I, essendone tutore e cognato.

## Biografia
Durante la sua lunga carriera alla corte del Cremlino, Morozov supervisionò molti dipartimenti governativi (chiamati příkazy) - Gran Tesoro, Farmacia, e Tasse. Aspirando a incrementare le entrate del Tesoro, Morozov ridusse i salari degli impiegati statali e introdusse un'alta imposta indiretta sul sale. Queste misure causarono la Rivolta del Sale nel maggio del 1648. I ribelli chiesero la testa di Morozov, ma lo Zar lo tenne nascosto nel suo palazzo e in seguito lo mandò in esilio in un monastero del Nord della Russia.
Dopo quattro mesi, comunque, Morozov fece ritorno a Mosca.
Nel 1649, Morozov prese attivamente parte nella preparazione del Sobornoe uloženie (Соборное уложение), un codice legale che sopravvisse fino al XIX secolo.
Dopo il 1650, sempre mantenendo un basso profilo, ottenne una carica nel governo moscovita. Morozov combinò il matrimonio dello Zar che, il 17 gennaio 1648, sposò Marija Il'inična Miloslavskaja, mentre lui stesso sposò Anna, la sorella di quest'ultima, entrambe figlie di Il'ja Danilovič Miloslavskij.